# Ибн Цаддик, Йосеф
Йосеф ибн Цаддик (ивр. יוסף אבן צדיק‎) — еврейский философ и богослов. Жил в Кордове в XI-XII веках.

## Биография
О жизни Йосефа ибн Цаддика (по-арабски Абу Умар Юсуф бен Сиддик) известно мало. В 1138 году он был назначен даяном в еврейской общине Кордовы. Эту должность он занимал до самой своей смерти в 1149 году. Дата и место его рождения точно не известны. Поскольку Кордова считалась в те времена известным центром раввинской учености в Испании, Ибн Цаддик был, по-видимому, выдающимся талмудистом. Как о толкователе Талмуда о нём лестно отзывался его соотечественник Моше Ибн Эзра, как поэта его высоко ценили Иуда аль-Харизи и Авраам ибн Дауд, хотя до нас не дошли его комментарии к Талмуду, а из поэтических произведений Ибн Цаддика сохранилось всего тридцать шесть поэм, включая литургические, любовные стихи, панегирики и надгробные песни. Некоторые из его поэм были включены в ритуалы различных еврейских общин.
Славу ему принесли философские труды. Наиболее значительный из них переведен на иврит под названием «Сефер ха-олам ха-катан» («Книга о микрокосме»). Как было принято у средневековых еврейских философов, Ибн Цаддик написал свою книгу на арабском языке. М. Штайншнайдер предполагает, что по-арабски она назвалась «ал-алам ал-сагир». Однако арабский оригинал книги утерян, и до нас дошёл лишь перевод её на иврит неизвестного автора. Йосефа ибн Цаддика ценил Маймонид, но он не был знаком с «Книгой о микрокосме». В письме Самуилу ибн Тиббону, переводчику «Путеводителя растерянных», Маймонид сообщает, что хотя не читал «Сефер ха-олам ха-катан» Ибн Цаддика, все же знает, что мудрость его схожа с мудростью Братьев Чистоты. В этой работе получили своеобразное преломление через призму иудаизма и калама идеи неоплатоников, соединяющие в себе аристотелеву физику с метафизикой, этикой и психологией Платона и Плотина.
И. Гусик отмечал, что «„Микрокосм“ Ибн Цаддика — это первый компендиум науки, философии и теологии в еврейской литературе». «Книга о микрокосме» явно написана для неподготовленного читателя, нуждающегося в кратком изложении основных положений физики, психологии, метафизики и этики, которое даст ему представление о положении и предназначении человека в мире и о его теоретических и практических обязанностях в этой жизни. Вполне возможно, что Ибн Цаддик задумал этот труд по образцу энциклопедии Братьев Чистоты и убрал из него всё, что казалось ему несущественным или спорным. Подобно тому, как меняется дневной свет, проходя через цветное оконное стекло, так же и материал, заимствованный Ибн Цаддиком у других мыслителей, преображается, становясь частью его собственного замысла. Интересно отметить, как искусно он обходит моменты, несовместимые с его религиозными предпочтениями. В частности, он обходит неоплатоническое учение об эманации, вероятно как несовместимое с верой в творение ex nihilo и противоречащее учению о всемогуществе Бога.
Согласно Ибн Цаддику то, что существует во внешнем мире (макрокосме), отражается или имеет свой аналог в человеке (микрокосме). Общий процесс, протекающий в подлунном мире, — это рождение и смерть. Рождение одной вещи предполагает смерть другой. Смерть яйца — это рождение цыпленка, смерть цыпленка — рождение четырёх элементов, поскольку в живом существе элементы присутствуют потенциально и актуализируются, когда оно умирает. Этот непрерывный процесс рождения и смерти доказывает, что земной мир непостоянен, поскольку в основе его процесса лежит изменение. Подобно другим существующим вещам человеческое тело рождается и умирает.
Этические идеи Ибн Цаддика содержатся в четвёртой части «Книги о микрокосме». Заповеди, данные Богом, равно как и акт творения человека, служат для блага людей — чтобы люди познали истинное счастье в мире грядущем (ха-олам ха-ба). Поскольку было бы несправедливо вознаграждать человека за то, чего он не совершал, Бог дал ему заповеди. Праведные и неправедные свободны в выборе своего поведения, поэтому вознаграждение и наказание справедливы.
По мнению Ибн Цаддика настоящее вознаграждение и наказание человек получает не в этом мире, а в грядущем. Подобным образом он объясняет благоденствие людей порочных и страдания людей праведных. Другим доказательством того, что этот мир не может быть местом окончательного вознаграждения или наказания, служит тот факт, что удовольствие в этом мире является не истинным благом, а лишь временным отдохновением от страданий. Боль и удовольствие взаимосвязаны. В действительности удовольствие — вовсе не благо; будь это так, можно было бы полагать, что чем сильнее удовольствие, тем больше благо, а это неверно. Вознаграждение в последующем мире — это вовсе не телесное удовольствие.
Праведники перейдут в мир грядущий (ха-олам ха-ба), где «Они получат все, чего только пожелают их души. Это — безупречное блаженство, совершенное умиротворение и великое удовольствие. Праведные будут сидеть там, наслаждаясь лучезарностью Божественного присутствия» (Берахот 17a). Ибо их добрые дела были «подобны свету, который они посеяли в этом мире и пожнут [его] в мире грядущем».
На Ибн Цаддика оказали влияние его предшественники: Исаак Исраэли, Саадия Гаон и Соломон ибн Габироль. Но его философия обращена в будущее: как заметил Д. Кауфман, Ибн Цаддик предвосхитил некоторые теологические идеи Маймонида, особенно в том, что касается понятия негативных атрибутов Бога. Помимо Маймонида, Ибн Цаддик предвосхитил Германа Когена.